# Dimităr Ganev
Dimităr Ganev (in bulgaro Димитър Ганев?; Gradets, 28 aprile 1898 – Sofia, 20 aprile 1964) è stato un politico bulgaro.
Stalinista convinto, membro del Politburo dal 1942 al 1954, Ganev fu dapprima ministro del commercio estero dal 1948 fino al 1952 prima di essere licenziato. Cacciato dal Politburo nel 1954, ne fu riammesso nel 1957 e nominato presidente del Presidium dell'Assemblea Nazionale bulgara nel 1958, carica che ricoprì fino alla morte nel 1964.